# Краса жизни (фильм, 1930)
«Краса жизни» (пол. Uroda życia) — польский чёрно-белый художественный кинофильм, драма 1930 года. Экранизация одноименной повести Стефана Жеромского. Фильм возник как немой, позднее был озвучен.

## Сюжет
Поляк Пётр Розлуцкий вырос в Российской империи. Воспитан в русской культуре, стал офицером в царской армии. Направленный на службу в гарнизон в Царстве Польском, Пётр узнаёт о сложном прошлом своей семьи. Он одновременно влюбляется в дочь генерала и, не желая того, впадает в беспокойство. Русский генерал не разрешает дочери любить поляка. Пётр случайно вмешивается в драку с русскими, в результате чего, значительно раненый, он попадает в больницу, а его любимая начинает роман с другим офицером - Рошовым. Пётр разрывает отношения с девушкой, она же совершает самоубийство...

## В ролях
- Адам Бродзиш — Пётр Розлуцкий.
- Нора Ней — Татьяна.
- Евгениуш Бодо — Рошов.
- Стефан Ярач — отец Пётра.
- Богуслав Самборский — генерал Поленов, отец Татяны.
- Тадеуш Фиевский — ученик.
- Веслав Гавликовский — дядя Михал